# 日本新党繰上補充事件
日本新党繰上補充事件（にほんしんとうくりあげほじゅうじけん）とは、松崎哲久が日本新党の除名を無効とし、自身を繰り上げ当選とすることを訴えた事件。

## 事実の経緯
松崎は、1992年7月26日に行われた第16回参議院議員通常選挙の比例区に、日本新党の名簿5位として立候補したが、日本新党の比例区の当選枠が4人だったため、次点で落選した。
しかし、1993年6月23日に、日本新党から党員としての適格に著しく欠けるとして松崎は除名され、日本新党の比例名簿から除外された。
その後、同年7月18日施行の第40回衆議院議員総選挙の選挙において、1992年の参院選比例区で日本新党候補として第1位と第2位でそれぞれ当選していた細川護熙と小池百合子が衆院選立候補のために失職したが、松崎は除名によって比例名簿から除外されていたため、名簿掲載第6位の小島慶三、第7位の円より子が繰り上げ当選する。

## 行政訴訟
松崎は、東京高等裁判所に、中央選挙管理会を相手方として、除名の無効を主張して、円の当選無効確認を求める行政訴訟を起こす（勝訴すれば、自身の繰り上げ当選となる）。
1994年11月29日、第1審の東京高等裁判所は、除名手続による名簿除外が違法として、円の繰り上げ当選の無効（松崎の繰り上げ当選）を認める判決を下した。これに対し、中央選挙管理会は上告。
上告審では、1995年5月25日、最高裁判所が、除名処分を合法とし、円の繰り上げ当選を有効とする判決がなされ、確定した。 

## 判決後
日本新党はその後、1994年に非自民勢力結集として新進党の結党に参加。しかし、1997年に新進党は解党し、非自民勢力は民主党へ結集された。
松崎は、2003年に民主党候補として衆院選で当選。松崎の当選時、訴訟で松崎から議席の明け渡しを要求された円は、民主党議員であり、役職は副代表であった。